# Gornja Lipovača
Gornja Lipovača är en ort i Bosnien och Hercegovina.   Den ligger i entiteten Republika Srpska, i den norra delen av landet, 170 km nordväst om huvudstaden Sarajevo. Gornja Lipovača ligger 89 meter över havet och antalet invånare är 733.
Terrängen runt Gornja Lipovača är platt.Närmaste större samhälle är Bosanska Gradiška, 2,8 km nordost om Gornja Lipovača. 
Trakten runt Gornja Lipovača består till största delen av jordbruksmark. Runt Gornja Lipovača är det ganska tätbefolkat, med 67 invånare per kvadratkilometer.